# Aleš Petráš
Aleš Petráš (* 29. května 1988, Most) je český divadelní a filmový herec, člen souboru Divadla na Vinohradech. V roce 2012 absolvoval činoherní herectví na JAMU. Hrál v Divadelním spolku Kašpar, v Městském divadle Mladá Boleslav nebo v Městském divadle Most.

## Divadelní role (výběr)

### Divadlo na Vinohradech
- 2021 Nathaniel Richard Nash: Obchodník s deštěm, režie: Juraj Deák, premiéra: 1. září 2021, role: Noe
- 2022 Karel Kraus – Zdeněk Mahler podle Johanna Nepomuka Nestroye: Provaz o jednom konci, režie: Radovan Lipus, premiéra: 4. března 2022, role: Fabián Strick
- 2022 George Bernard Shaw: Člověk nikdy neví, režie: Šimon Dominik, premiéra: 18. listopadu 2022, role: Bohun
- 2023 Jan Vedral podle Josefa Škvoreckého: Danny Smiřický (Příběhy inženýra lidských duší), režie: Radovan Lipus, světová premiéra: 27. ledna 2023, role: Errol
- 2022 Molière: Lakomec, režie: Pavel Khek, premiéra: 20. října 2023, role: Kleant
- 2025 Francis Scott Fitzgerald – Simon Levy: Velký Gatsby, režie: Martin Čičvák, premiéra: 1. března 2025, role: Pan McKee – Policista – Tanečník